# Championnat du Luxembourg de football 1967-1968
Navigation
Saison précédente Saison suivante
La saison 1967-1968 du Championnat du Luxembourg de football était la 54e édition du championnat de première division au Luxembourg. Les douze meilleurs clubs du pays se retrouvent au sein d'une poule unique, la Division Nationale, où ils s'affrontent deux fois, à domicile et à l'extérieur. À l'issue du championnat, les deux derniers du classement sont relégués et remplacés par les deux meilleurs clubs de Division d'Honneur, la deuxième division luxembourgeoise.
Le club de la Jeunesse d'Esch, tenant du trophée, conserve son titre après avoir terminé en tête du classement final du championnat, avec 4 points d'avance sur l'US Rumelange (vainqueur de la Coupe du Luxembourg) et 7 sur l'Union Luxembourg. C'est le 10e titre national de l'histoire du club.

## Les 12 clubs participants
| - Stade Dudelange - CS Pétange - US Mondorf - US Rumelange - CA Spora Luxembourg - Aris Bonnevoie | - AS La Jeunesse d'Esch - Union Luxembourg - US Dudelange - Avenir Beggen - Red Boys Differdange - Promu de Division d'Honneur - Progrès Niedercorn - Promu de Division d'Honneur |

## Compétition

### Classement
Le barème utilisé pour établir le classement est le suivant :
- Victoire : 2 points
- Match nul : 1 point
- Défaite : 0 point

| Rang | Équipe                   | Pts | J  | G  | N | P  | Bp | Bc | Diff |
| ---- | ------------------------ | --- | -- | -- | - | -- | -- | -- | ---- |
| 1    | Jeunesse d'Esch (T)      | 35  | 22 | 16 | 3 | 3  | 41 | 17 | +24  |
| 2    | US Rumelange (C)         | 31  | 22 | 13 | 5 | 4  | 50 | 29 | +21  |
| 3    | Union Luxembourg         | 28  | 22 | 11 | 6 | 5  | 64 | 36 | +28  |
| 4    | Aris Bonnevoie           | 26  | 22 | 11 | 4 | 7  | 42 | 22 | +20  |
| 5    | US Dudelange             | 26  | 22 | 10 | 6 | 6  | 39 | 37 | +2   |
| 6    | CA Spora Luxembourg      | 25  | 22 | 10 | 5 | 7  | 35 | 26 | +9   |
| 7    | Avenir Beggen            | 21  | 22 | 8  | 5 | 9  | 34 | 32 | +2   |
| 8    | Red Boys Differdange (P) | 17  | 22 | 7  | 3 | 12 | 40 | 46 | -6   |
| 9    | US Mondorf               | 17  | 22 | 7  | 3 | 12 | 42 | 61 | -19  |
| 10   | Progrès Niedercorn (P)   | 16  | 22 | 6  | 4 | 12 | 35 | 46 | -11  |
| 11   | Stade Dudelange          | 16  | 22 | 6  | 4 | 12 | 21 | 44 | -23  |
| 12   | CS Pétange               | 6   | 22 | 1  | 4 | 17 | 16 | 63 | -47  |

|  | Qualification pour la Coupe d'Europe des clubs champions 1968-1969                           |
|  | Qualification pour la Coupe des Coupes 1968-1969                                             |
|  | Qualification pour la Coupe des villes de foires 1968-1969                                   |
|  | Relégation en Division d'Honneur                                                             |
|  | (T) Tenant du titre (C) Vainqueur de la Coupe du Luxembourg (P) : Promu de deuxième division |

## Bilan de la saison
| Championnat du Luxembourg de football 1967-1968 |                             |
| Champion                                        | Jeunesse d'Esch (10e titre) |
| Coupes et trophées                              |                             |
| Vainqueur de la Coupe du Luxembourg 1967-1968   | US Rumelange                |
| Qualifications continentales                    |                             |
| Coupe d'Europe des clubs champions 1968-1969    | Jeunesse d'Esch             |
| Coupe des Coupes 1968-1969                      | US Rumelange                |
| Coupe des villes de foires 1968-1969            | Union Luxembourg            |
| Promotions et relégations                       |                             |
| Promus en Division Nationale                    | Fola Esch                   |
| Promus en Division Nationale                    | CS Grevenmacher             |
| Relégués en Division d'Honneur                  | Stade Dudelange             |
| Relégués en Division d'Honneur                  | CS Pétange                  |